# Superintel·ligència
Una superintel·ligència és un agent hipotètic que posseeix una intel·ligència superior a la de les ments humanes més brillants i dotades. "Superintel·ligència" també pot referir-se a una propietat dels sistemes de resolució de problemes (per exemple, traductors d'idiomes superintel·ligents o assistents d'enginyeria), tant si aquestes competències intel·lectuals d'alt nivell s'incorporen o no en agents que actuen al món. Una superintel·ligència pot ser creada o no per una explosió d'intel·ligència i associada a una singularitat tecnològica.
El filòsof de la Universitat d'Oxford, Nick Bostrom, defineix la superintel·ligència com "qualsevol intel·ligència que superi molt el rendiment cognitiu dels humans en pràcticament tots els dominis d'interès". El programa Fritz no arriba a aquesta concepció de la superintel·ligència, tot i que és molt millor que els humans als escacs, perquè Fritz no pot superar els humans en altres tasques.
Els investigadors tecnològics no estan d'acord sobre la probabilitat de superar la intel·ligència humana actual. Alguns argumenten que els avenços en intel·ligència artificial (IA) probablement donaran lloc a sistemes de raonament general que no tenen limitacions cognitives humanes. Altres creuen que els humans evolucionaran o modificaran directament la seva biologia per aconseguir una intel·ligència radicalment més gran. Diversos escenaris futurs d'estudi combinen elements d'aquestes dues possibilitats, cosa que suggereix que és probable que els humans interaccionin amb ordinadors o pugin la seva ment a ordinadors, d'una manera que permet una amplificació substancial de la intel·ligència.
Alguns investigadors creuen que la superintel·ligència probablement seguirà poc després del desenvolupament de la intel·ligència general artificial. És probable que les primeres màquines generalment intel·ligents tinguin immediatament un enorme avantatge en almenys algunes formes de capacitat mental, inclosa la capacitat de record perfecte, una base de coneixement molt superior i la capacitat de fer múltiples tasques d'una manera que no és possible per a les entitats biològiques. Això els pot permetre, ja sigui com a ésser únic o com a nova espècie, ser molt més poderosos que els humans i desplaçar-los.
Diversos científics i pronosticadors han defensat la prioritat de la investigació primerenca sobre els possibles beneficis i riscos de la millora cognitiva humana i de la màquina, a causa del potencial impacte social d'aquestes tecnologies.

## Viabilitat de la superintel·ligència artificial

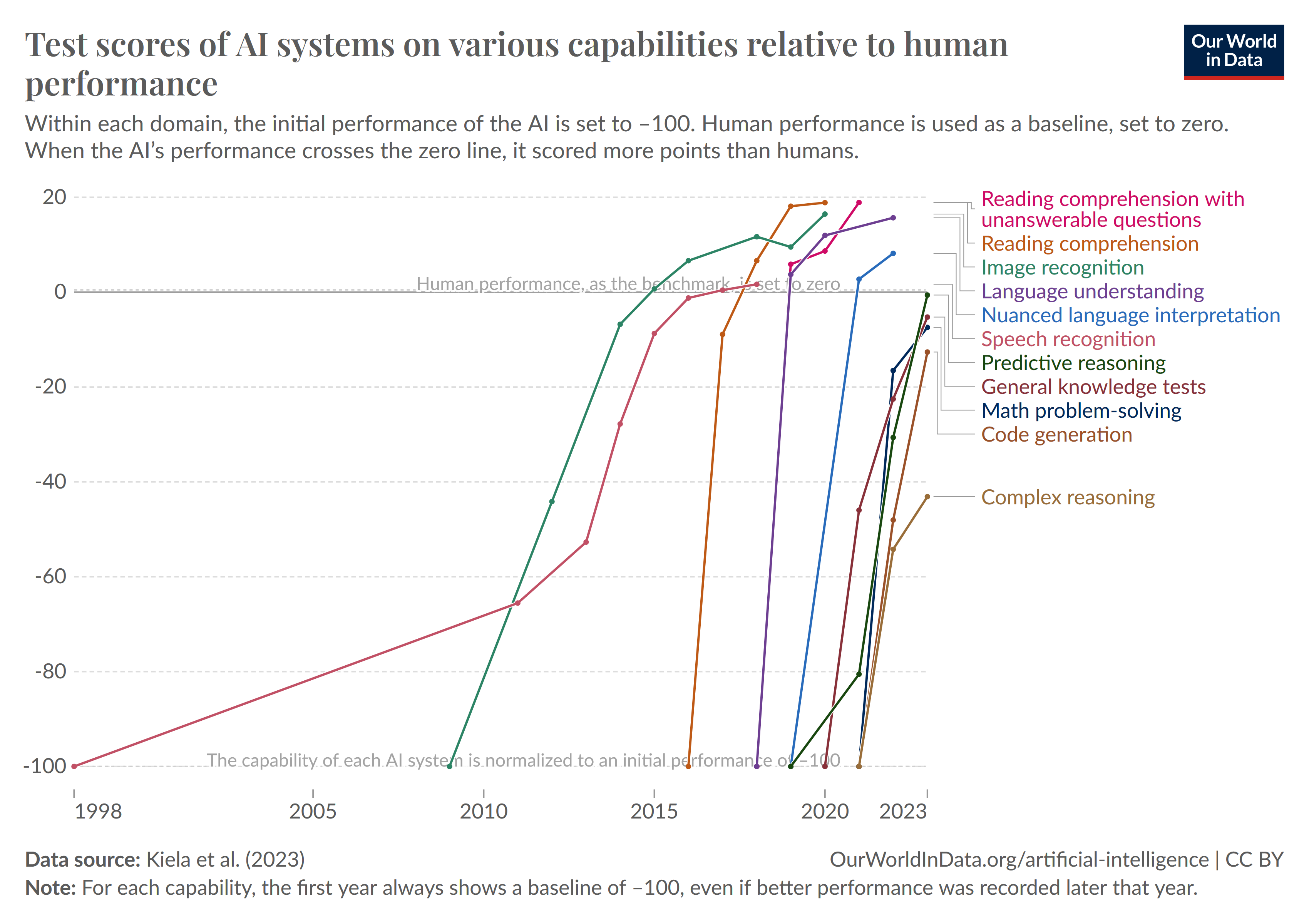
La intel·ligència artificial, especialment els models bàsics, ha avançat ràpidament, superant les capacitats humanes en diversos punts de referència.

La creació de la superintel·ligència artificial (ASI) ha estat un tema de discussió creixent en els darrers anys, especialment amb els ràpids avenços en les tecnologies d'intel·ligència artificial (IA).

### Avenços en IA i reivindicacions d'AGI
Els desenvolupaments recents en IA, especialment en grans models de llenguatge (LLM) basats en l'arquitectura del transformador, han donat lloc a millores significatives en diverses tasques. Models com GPT-3, GPT-4, Claude 3.5 i altres han demostrat capacitats que alguns investigadors argumenten apropar-se o fins i tot exhibir aspectes de la intel·ligència general artificial (AGI).
Tanmateix, l'afirmació que els LLM actuals constitueixen AGI és controvertida. Els crítics argumenten que aquests models, tot i que són impressionants, encara no tenen una comprensió real i són principalment sistemes de concordança de patrons sofisticats.

### Camins cap a la superintel·ligència
El filòsof David Chalmers argumenta que l'AGI és un camí probable cap a l'ASI. Suposa que la IA pot assolir l'equivalència amb la intel·ligència humana, ampliar-la per superar-la i després amplificar-se per dominar els humans en tasques arbitràries.
Investigacions més recents han explorat diverses vies potencials cap a la superintel·ligència:
1. Ampliació dels sistemes d'IA actuals: alguns investigadors argumenten que l'escala continuada de les arquitectures d'IA existents, especialment els models basats en transformadors, podria conduir a AGI i potencialment ASI.
2. Noves arquitectures - Altres suggereixen que les noves arquitectures d'IA, potencialment inspirades en la neurociència, poden ser necessàries per aconseguir AGI i ASI.[8]
3. Sistemes híbrids: la combinació de diferents enfocaments d'IA, inclosa la IA simbòlica i les xarxes neuronals, podria conduir a sistemes més robusts i capaços.[9]

### Avantatges computacionals
Els sistemes artificials tenen diversos avantatges potencials sobre la intel·ligència biològica:
1. Velocitat: els components de l'ordinador funcionen molt més ràpid que les neurones biològiques. Els microprocessadors moderns (~2 GHz) són set ordres de magnitud més ràpids que les neurones (~200 Hz).[10]
2. Escalabilitat: els sistemes d'IA es poden ampliar en mida i capacitat computacional amb més facilitat que els cervells biològics.
3. Modularitat: els diferents components dels sistemes d'IA es poden millorar o substituir de manera independent.
4. Memòria: els sistemes d'IA poden tenir un record perfecte i grans bases de coneixement. També està molt menys restringit que els humans pel que fa a la memòria de treball.[10]
5. Multitasca: la IA pot realitzar múltiples tasques simultàniament de maneres que no són possibles per a les entitats biològiques.

### Trajecte potencial a través dels models de transformadors
Els avenços recents en models basats en transformadors han fet que alguns investigadors especulin que el camí cap a ASI podria estar en l'escalada i la millora d'aquestes arquitectures. Aquesta visió suggereix que les millores contínues en models de transformadors o arquitectures similars podrien conduir directament a ASI.
Alguns experts fins i tot argumenten que els grans models de llenguatge actuals com el GPT-4 ja poden presentar signes primerencs de capacitats AGI o ASI. Aquesta perspectiva suggereix que la transició de l'IA actual a l'ASI podria ser més contínua i ràpida del que es pensava anteriorment, desdibuixant les línies entre AI, AGI i ASI estrets.
Tanmateix, aquesta visió continua sent controvertida. Els crítics argumenten que els models actuals, tot i que són impressionants, encara no tenen aspectes crucials de la intel·ligència general, com ara la veritable comprensió, el raonament i l'adaptabilitat en diversos dominis.
El debat sobre si el camí cap a l'ASI implicarà una fase AGI diferent o una escala més directa de les tecnologies actuals continua en curs, amb implicacions significatives per a les estratègies de desenvolupament d'IA i consideracions de seguretat.

### Reptes i incerteses
Malgrat aquests avantatges potencials, hi ha reptes i incerteses importants per assolir l'ASI:
1. Preocupacions ètiques i de seguretat: el desenvolupament d'ASI planteja nombroses qüestions ètiques i riscos potencials que cal abordar. [12]
2. Requisits computacionals: els recursos computacionals necessaris per a ASI poden anar molt més enllà de les capacitats actuals.
3. Limitacions fonamentals: pot haver-hi limitacions fonamentals a la intel·ligència que s'apliquen tant als sistemes artificials com als biològics.
4. Imprevisibilitat: el camí cap a l'ASI i les seves conseqüències són molt incerts i difícils de predir.

A mesura que la investigació en IA continua avançant ràpidament, la qüestió de la viabilitat de l'ASI continua sent un tema d'intens debat i estudi a la comunitat científica.

### Viabilitat de la superintel·ligència biològica
Carl Sagan va suggerir que l'arribada de les cesàries i la fecundació in vitro poden permetre als humans desenvolupar caps més grans, donant lloc a millores mitjançant la selecció natural en el component hereditari de la intel·ligència humana. Per contra, Gerald Crabtree ha argumentat que la disminució de la pressió de selecció està donant lloc a una reducció lenta i centenària de la intel·ligència humana i que és probable que aquest procés continuï. No hi ha consens científic sobre cap de les dues possibilitats i en ambdós casos, el canvi biològic seria lent, especialment en relació amb les taxes de canvi cultural.